# Vitalis Takawira
Vitalis Takawira (Salisbury, 24 settembre 1972) è un ex calciatore zimbabwese, di ruolo attaccante.

## Caratteristiche tecniche
Giocava come attaccante.

## Carriera

### Club
Nello Zimbabwe giocò per i Dynamos, dove segnò diverse reti vincendo l'African Golden Boot nel 1994. Firmò poi un contratto con la Major League Soccer nel 1996, e durante l'assegnazione dei giocatori che si tenne prima dell'inizio del campionato venne indirizzato ai Kansas City Wiz. Takawira giocò per i quattro anni successivi nel Kansas City, raccogliendo 28 reti e 19 assist in 103 partite. Dopo aver lasciato l'MLS, Takawira si trasferì nella A-League, la seconda divisione, al Milwaukee Rampage e successivamente al Milwaukee Wave United. Venne nominato MVP del campionato nel 2000 e vinse il titolo nel 2002.

### Nazionale
Con la Nazionale di calcio dello Zimbabwe conta 26 presenze e 12 reti.

## Palmarès

### Club

#### Competizioni nazionali
- Campionato zimbabwese di calcio: 4

Dynamos: 1989, 1991, 1994, 1995
- USL First Division: 1

Milwaukee Rampage: 2002

### Individuale
- MVP della A-League: 1

2000